# Заблоцкий-Десятовский, Павел Парфёнович
Па́вел Парфёнович Забло́цкий-Десято́вский (1814—1882) — российский медик, доктор медицины, заслуженный профессор Императорской медико-хирургической академии; брат Андрея Парфёновича и Михаила Парфёновича Заблоцких-Десятовских.

## Биография
Павел Парфёнович Заблоцкий-Десятовский родился в 1814 году; семья, к которой он принадлежал происходила из старинного малороссийского дворянского рода.
В 1835 году успешно окончил Московский университет с похвальным отзывом за сочинение по хирургии «De laesionibus, quae amputationem requirunt, neс non de varia perficiendi illam ratione» (Москва 1834 год) и со званием лекаря первого отделения, и был назначен врачом при экспедиции, посланной для исследования восточных берегов Каспийского моря. Во время этой экспедиции, продолжавшейся два года, он изучил ботанику и энтомологию и зарекомендовал себя настолько хорошо, что ему поручено было составить описание Талышинского ханства и западных берегов Каспийского моря от Астрахани до Ленкорани и Астары «в медицинском и естественно-исторических отношениях».
Получил степень доктора медицины за защиту диссертации «De solpuga arachnoi dea» (1838), представляющую описание паукообразных.
Был назначен адъюнкт-профессором по кафедре теоретической хирургии в Санкт-Петербургскую Медико-Хирургическую Академию (1842). Открыл клинический курс сифилитических болезней, и первый в Медико-Хирургической Академии преподавание о сифилисе и о болезнях мочевых и половых органов выделил в специальный курс (1843). Создалась его известность, как практического врача, и он состоял дежурным гоф-медиком при дворе Государя Императора (1843—1849). Избран и назначен экстраординарным профессором (1845) и ординарный профессор (1846). В том же году он заведовал хирургическим отделением 2-го военно-сухопутного госпиталя. В госпитале им впервые в России были произведены 5 операций под хлороформом (1847), употреблявшиеся до этого только в заграничных клиниках, с того времени профессора и врачи стали употреблять у нас в России это анестезирующее средство. Занял кафедру теоретической хирургии и посвятил себя исключительно работам по хирургии и сифилису (1852). Создал при Академии хирургический музей (1863). Свою богатую коллекцию костей морских животных, насекомых и растений, собранную в различных местностях России, пожертвовал музею (1856).
В 1852 году был избран первым председателем вновь учрежденного в память Пирогова Хирургического общества.
Павел Парфёнович Заблоцкий-Десятовский умер 2 июля 1882 года.
Оставил около пятидесяти научных работ.